# Satigny
Satigny (toponimo francese) è un comune svizzero di 4 109 abitanti del Canton Ginevra.

## Monumenti e luoghi d'interesse

### Architetture religiose

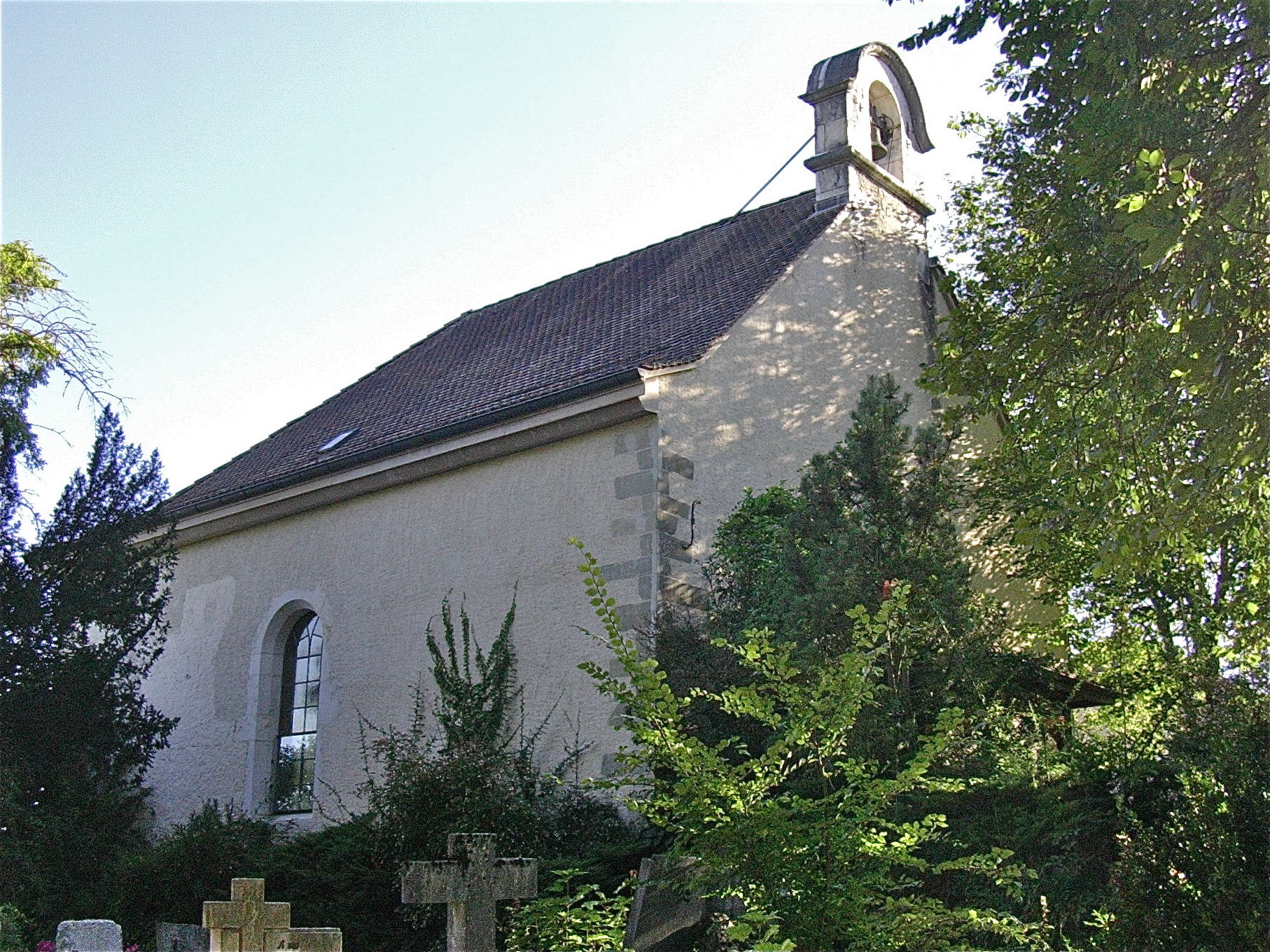
La chiesa riformata di Peney

- Chiesa riformata (già di San Pietro in Vincoli), eretta nel XII secolo e ricostruita nel XIII e nel XVIII secolo[1];
- Chiesa riformata di Peney, eretta nel 1749[2];
- Chiesa cattolica dei Santi Pietro e Paolo, eretta nel 1903[1].

### Architetture civili
- Castello di Choully;

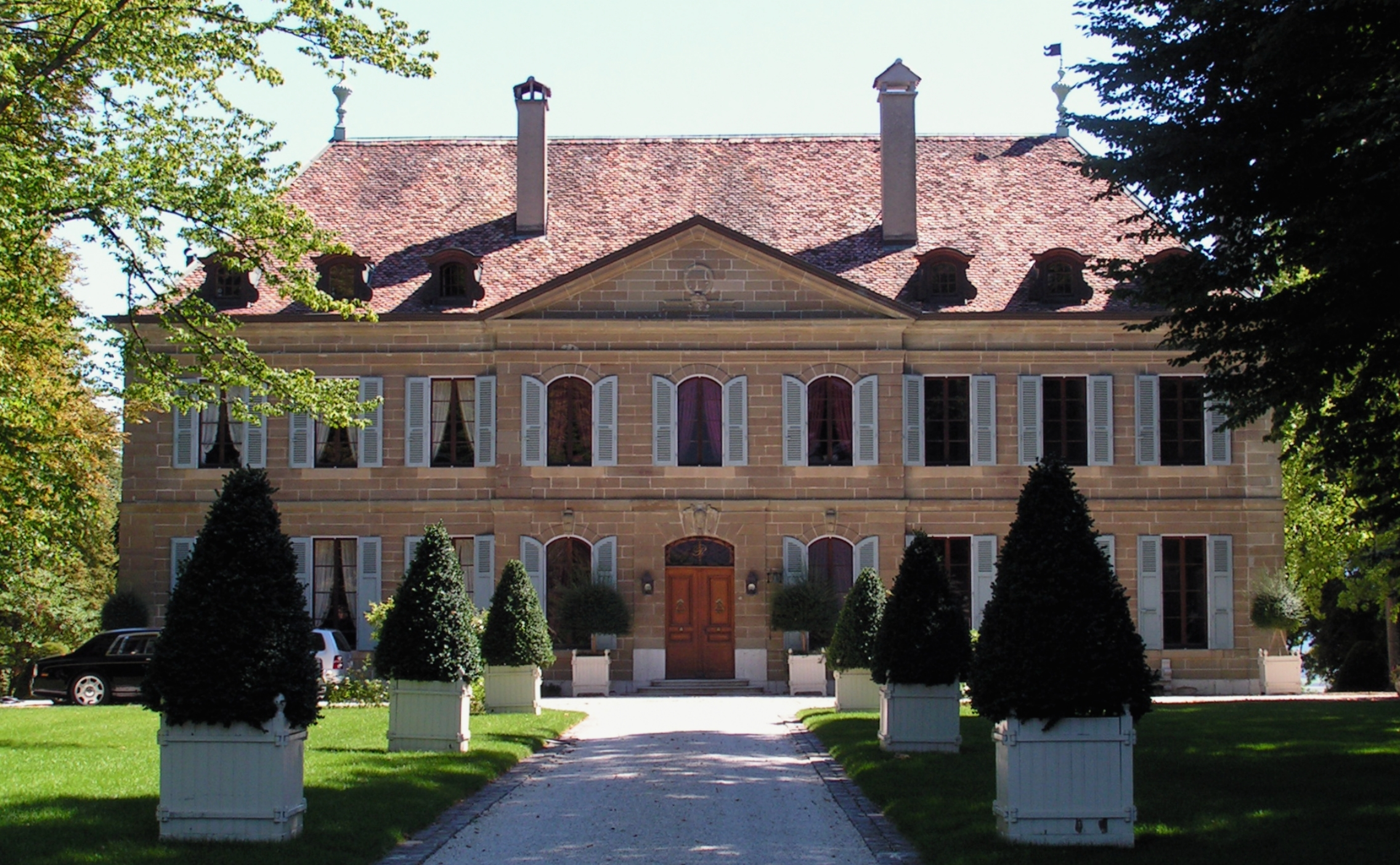
Il castello di Choully

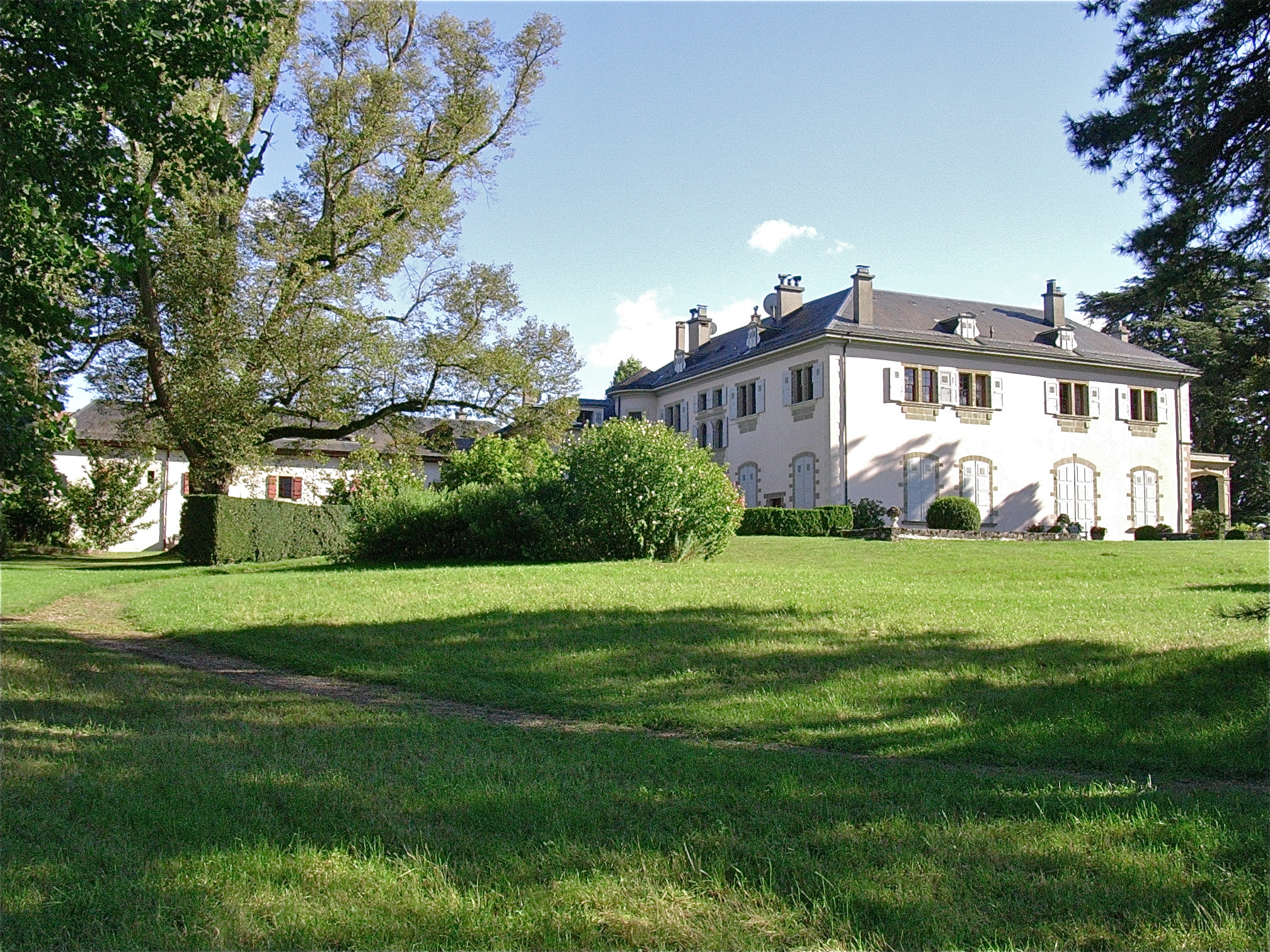
La tenuta di Château des Bois

- Tenuta di Château des Bois, eretta nel XVII secolo[3].

## Società

### Evoluzione demografica
L'evoluzione demografica è riportata nella seguente tabella:
Abitanti censiti

## Geografia antropica
Le frazioni di Satigny sono:
- Bourdigny[5]
  - Bourdigny-Dessous
  - Bourdigny-Dessus
- Choully
- Peissy[6]
- Peney[2]
  - Peney-Dessous
  - Peney-Dessus

## Infrastrutture e trasporti

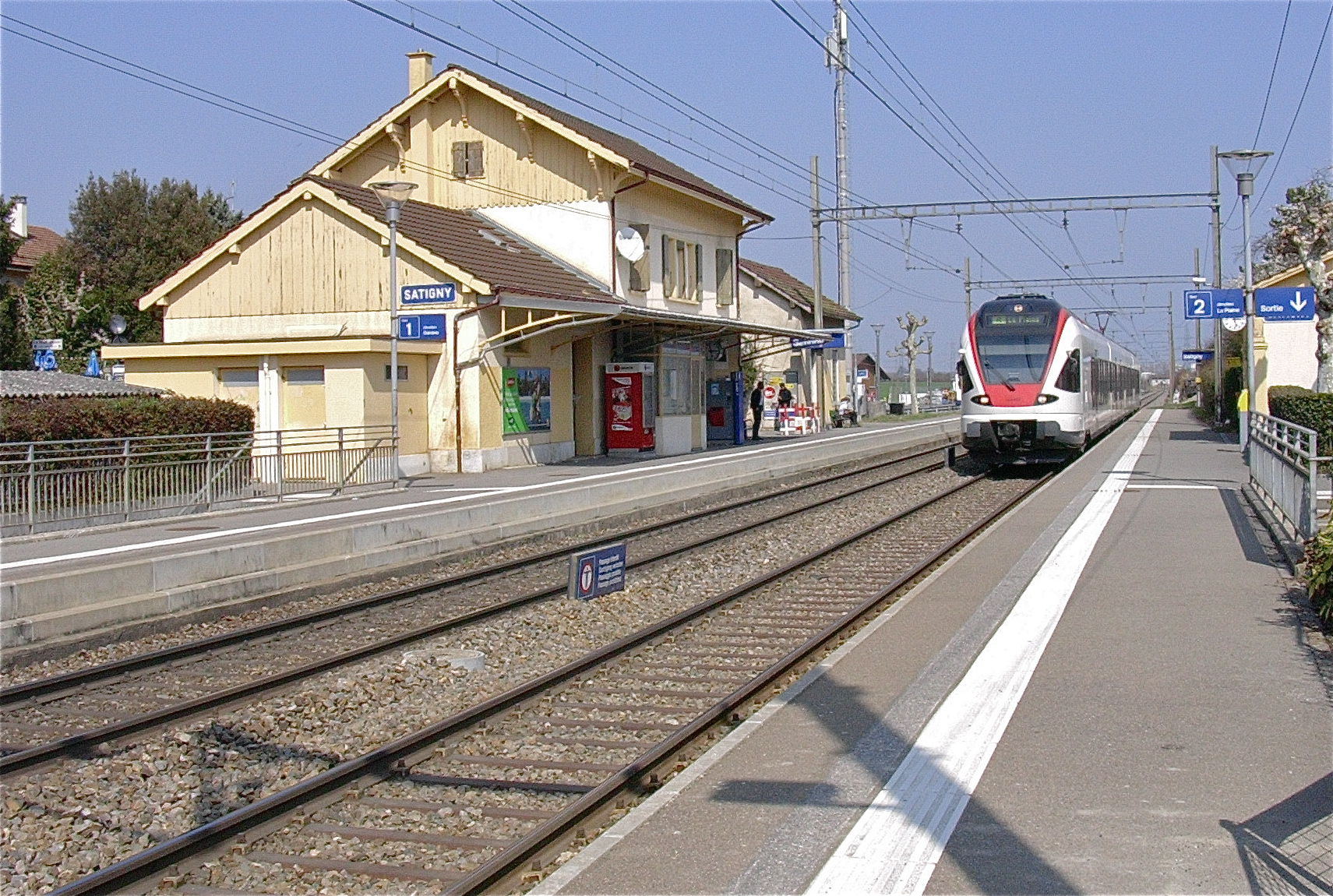
La stazione di Satigny

Satigny è servito dall'omonima stazione e da quella di Bourdigny sulla ferrovia Lione-Ginevra.